# Шубино (Отрадновское сельское поселение)
Шубино — деревня в Угличском районе Ярославской области России. 
В рамках организации местного самоуправления входит в Отрадновское сельское поселение, в рамках административно-территориального устройства — в Ниноровский сельский округ.

## География
Расположена в полукилометре от берега Волги, в 9 километрах к северу (по прямой) от центра города Углича.

## Население
| 2007 | 2010 |
| ---- | ---- |
| 156  | ↘122 |

Согласно результатам переписи 2002 года, в национальной структуре населения русские составляли 98 % от всех жителей.